# Melaleuca sericea
Melaleuca sericea är en myrtenväxtart som beskrevs av Norman Brice Byrnes. Melaleuca sericea ingår i släktet Melaleuca och familjen myrtenväxter. Inga underarter finns listade i Catalogue of Life.